# Hlavní třída (Poruba)
Hlavní třída (v období socialismu pojmenována jako Leninova třída) je jednou z páteřních ulic ostravské části Poruba. Z pohledu architektury je ojedinělou čtvrtí v České republice, kde se zachovala v podstatě dodnes její původní tvář v podobě socialistického realismu. Vyrostla v 50. letech 20. století prakticky na zelené louce a na svou dobu to byla velkoryse řešená čtvrť. V tehdejších rozsáhlých plánech se počítalo s tím, že centrum Ostravy časem zcela pohltí průmyslová výroba a těžba, což se nakonec nestalo. Z tohoto důvodu bylo potřeba vystavět centrum nové a Poruba se měla stát výstavní skříní socialistického realismu a jejím centrem měla být právě Hlavní třída. Hlavní třída byla projektována se širokými ulicemi, velkými dvory, honosně zdobenými a mohutnými domy se sgrafity a keramickými reliéfy, spoustou zeleně. Inspirací pro urbanistické řešení Hlavní třídy byl Petrohrad a pařížská Champs-Élysées. Hlavní třída je dnes architektonicky ceněnou a vyhledávanou rezidenční lokalitou, která je začleněna do Městské památkové zóny Ostrava-Poruba.
Hlavní třída je široký čtyřproudý bulvár s délkou 1,6 km, který má uprostřed zelený dělicí pás pro pěší a cyklostezku. Častým tématem výzdoby jsou postavy znázorňující horníky, dělníky, hutníky, chemiky, děti aj. Z vnitrobloků Poruby se na hlavní třídu vstupuje několika „pompézními“ branami.
Hlavní třídu lze pomyslně rozdělit v místě kruhového objezdu (křižování s ulicí Porubská) na dvě části (horní část a dolní část). Horní část Hlavní třídy zakončuje silnice a ulice 17. listopadu s Novou aulou (VŠB – Technické univerzity Ostrava). V polovině délky horní části Hlavní třídy je Alšovo náměstí s pískovcovou sochou Hutník od Antonína Ivanského. Dolní část Hlavní třídy zakončuje silnice a ulice Francouzská.

## Galerie

Horní konec Hlavní třídy (pohled z ulice 17. listopadu)
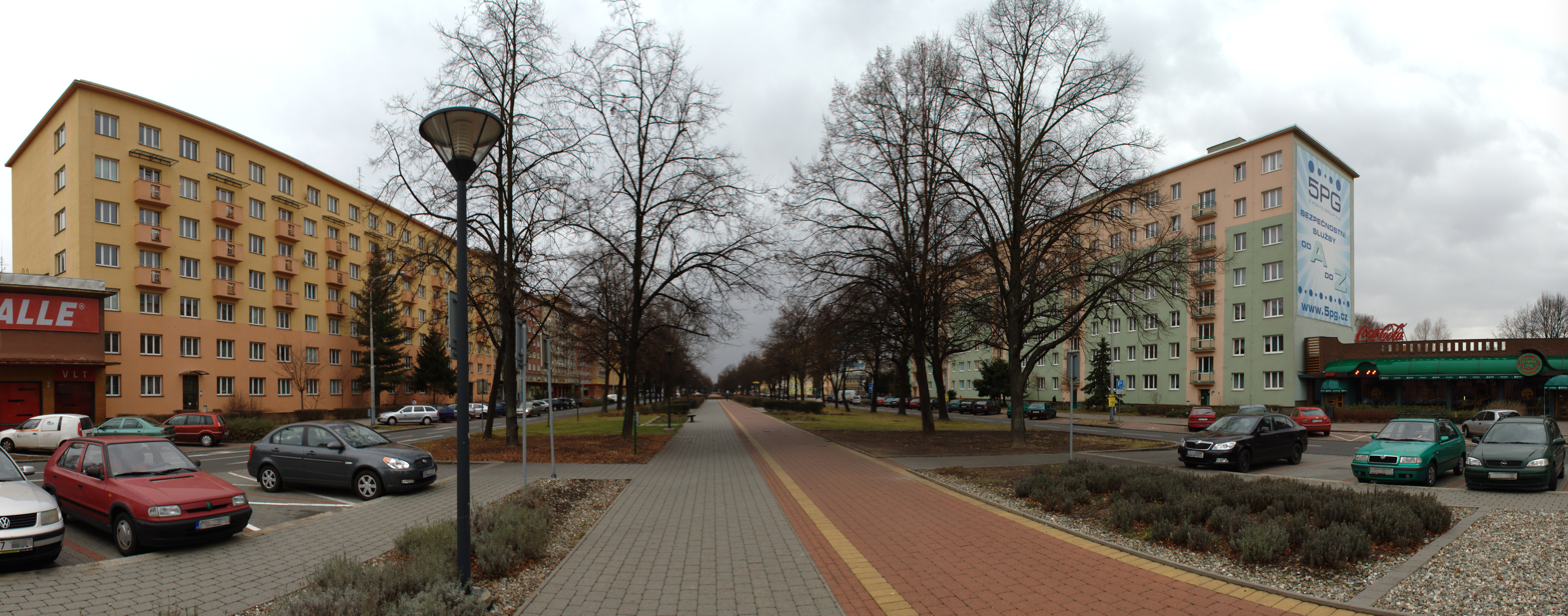
Dolní část Hlavní třídy (pohled z úrovně Nezvalova náměstí směrem k Francouzské ulici)
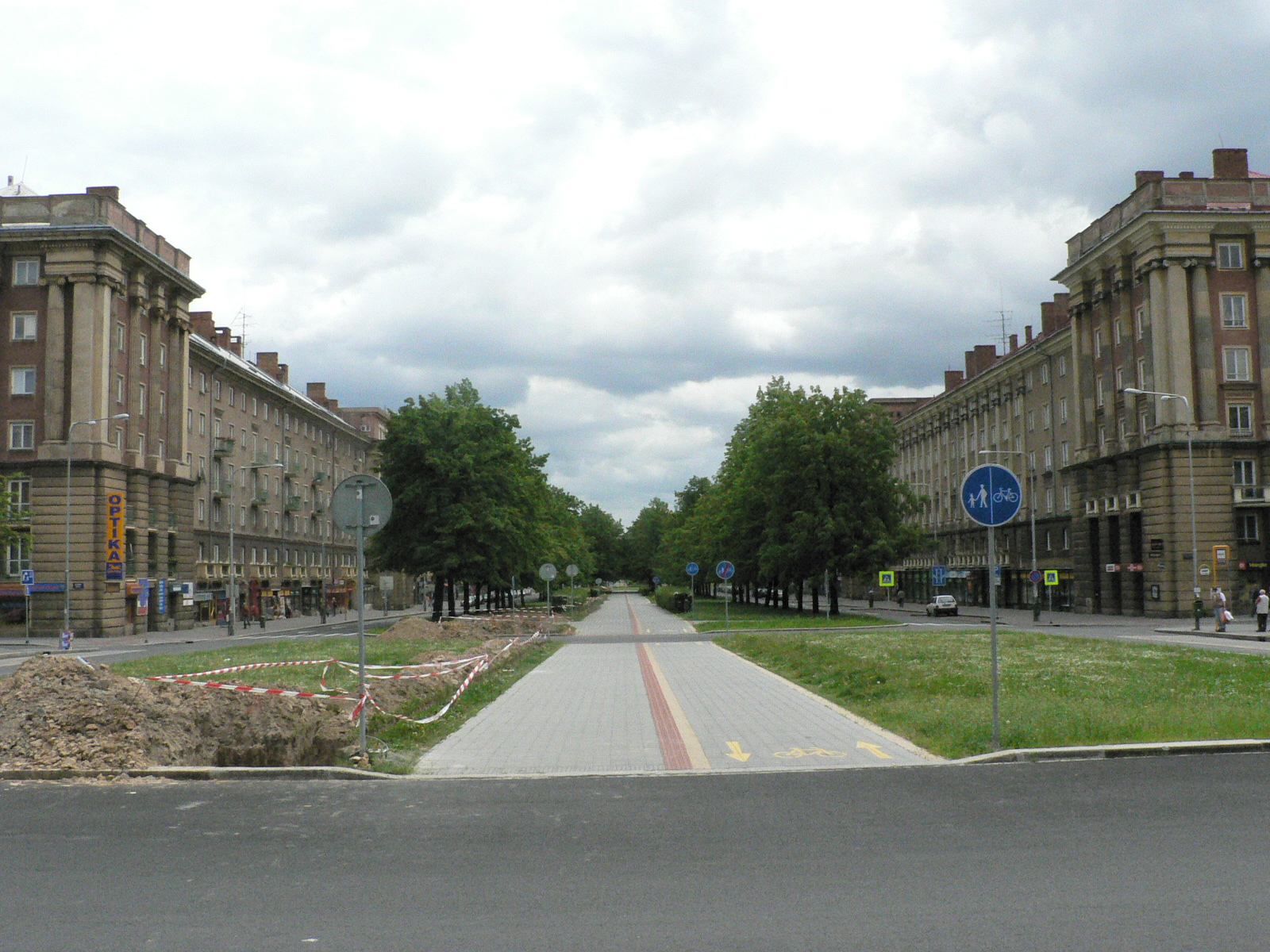
Hlavní třída z Alšova náměstí (pohled směrem k ulici 17. listopadu)
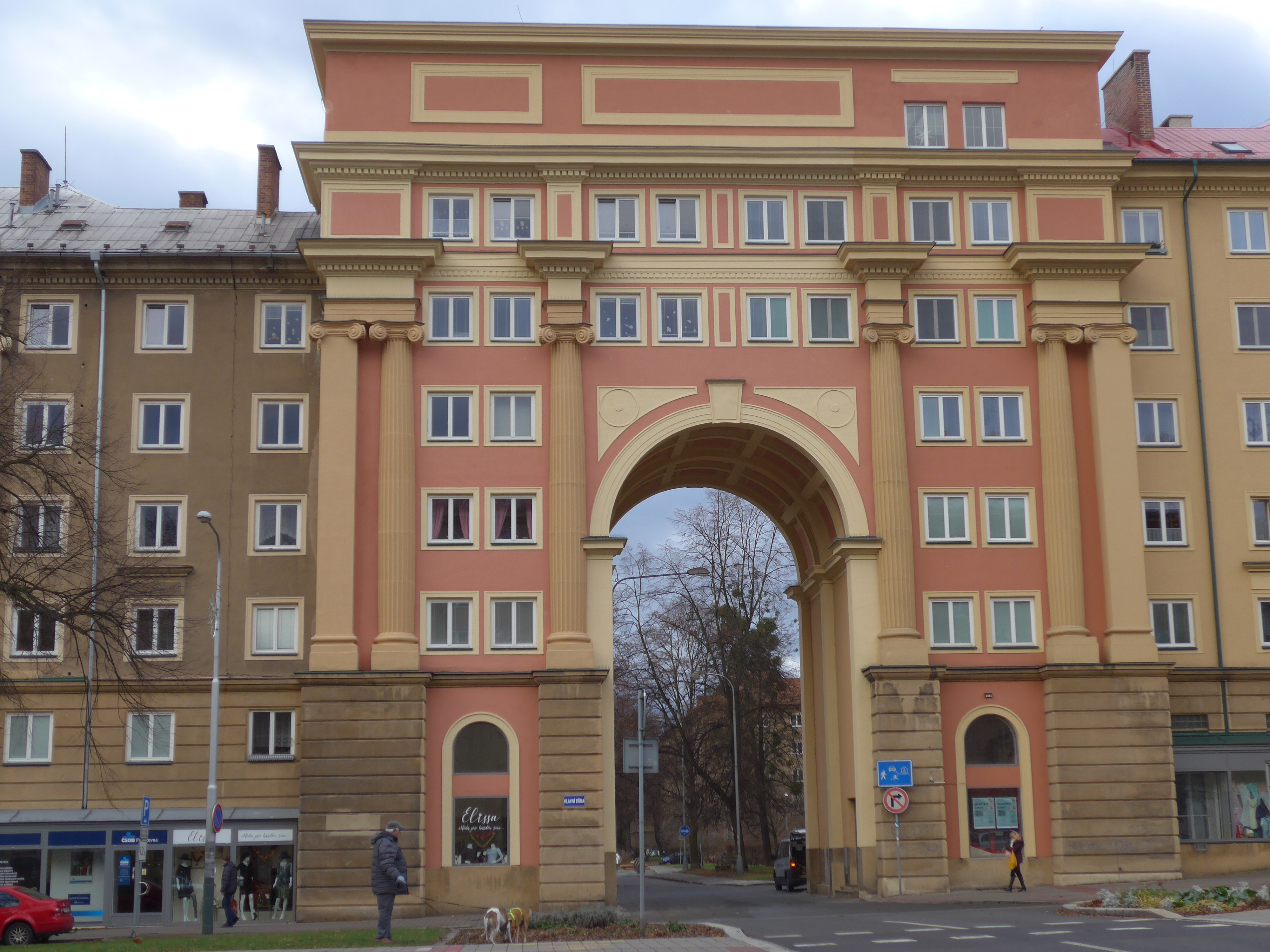
Alšovo náměstí, Hlavní třída